# Мадлиена
Ма́длиена (латыш. Madliena) — населённый пункт в Огрском крае Латвии. Административный центр Мадлиенской волости. Находится у автодороги P32 (Аугшлигатне — Скривери) на правом берегу реки Абза (приток Маза-Юглы). Расстояние до города Огре составляет около 50 км.
По данным на 2018 год, в населённом пункте проживало 762 человека. Есть волостная администрация, средняя школа, дошкольное образовательное учреждение, музыкально-художественная школа, дом культуры, библиотека, пансионат, почта, лютеранская церковь, братское кладбище советских воинов.

## История
Ранее населённый пункт носил название Зиссегаль (нем. Sissegal). В 1226 году рижский епископ Альберт отдал имение своему вассалу Иоганну (Гансу) фон Унгерну, женившемуся на дочери ливского вождя Каупо. В 1250 году  Унгерн получил разрешение построить церковь на берегу речки Зиссе, увековечив память Магдалены, родной сестры своей жены, похороненной там же. Церковь была освящена в честь Марии Магдалины (Madeleine), что впоследствии дало название всей волости вокруг неё.
Не позднее 1438 года здесь была построена существующая поныне каменная церковь. Согласно легенде, колокольня церкви постоянно разрушалась, пока в стену двухметровой толщины не замуровали девственницу для противодействия злым силам.
В 1710 году население волости почти полностью было уничтожено эпидемией чумы.
В первой половине XIX века Зиссегаль снова стал густонаселённым: в приходе насчитывалось до трёхсот домов и почти 4000 жителей.
В советское время населённый пункт был центром Мадлиенского сельсовета Огрского района. В селе располагалась центральная усадьба крупнейшего в республике совхоза «Мадлиена».

## Население

### Статистика
| Год  | Жителей |
| ---- | ------- |
| 1935 | 142     |
| 1989 | 1034    |
| 2000 | 1076    |
| 2018 | 762     |

### Замечательные люди
В селе родился, вырос, а затем был похоронен первый профессиональный живописец Лифляндии Карл Фёдорович Гун (1831—1877).